# DDR-Fußball-Bezirksliga 1958
Die DDR-Bezirksliga wurde mit der Saison 1958 zum 7. Mal ausgetragen und war die höchste Spielklasse eines Bezirks sowie die vierthöchste im Ligasystem auf dem Gebiet des DFV.
Der Spielbetrieb der 15 Bezirksligen wurde vom jeweiligen Bezirksfachausschuss (BFA) durchgeführt.
Wurde der Meister in 14 Bezirken in einer eingleisigen Liga ermittelt, geschah dies in Neubrandenburg erstmals zweigleisig. In die übergeordnete II. DDR-Liga stiegen alle Bezirksmeister direkt auf, wobei der SG Dynamo Schwerin der sofortige Wiederaufstieg gelang.
Zum zweiten Mal Sieger ihrer Bezirksliga wurden neben Dynamo Schwerin, die Betriebssportgemeinschaften (BSG) Motor Rostock, Motor Schönebeck, Aktivist Welzow und Motor Görlitz sowie die SG Zwenkau.

## Bezirksmeister
| Bezirk           | Mannschaft              |
| ---------------- | ----------------------- |
| Rostock          | BSG Motor Rostock       |
| Schwerin         | SG Dynamo Schwerin      |
| Neubrandenburg   | BSG Empor Neustrelitz   |
| Potsdam          | BSG Motor Rathenow      |
| Ost-Berlin       | SG Grünau               |
| Frankfurt (Oder) | BSG Turbine Finkenheerd |
| Magdeburg        | BSG Motor Schönebeck    |
| Halle            | BSG Stahl MK Eisleben   |
| Leipzig          | SG Zwenkau              |
| Cottbus          | BSG Aktivist Welzow     |
| Dresden          | BSG Motor Görlitz       |
| Karl-Marx-Stadt  | BSG Wismut Rodewisch    |
| Erfurt           | SG Dynamo Erfurt        |
| Gera             | BSG Fortschritt Weida   |
| Suhl             | BSG Motor Breitungen    |